# Pico Younts

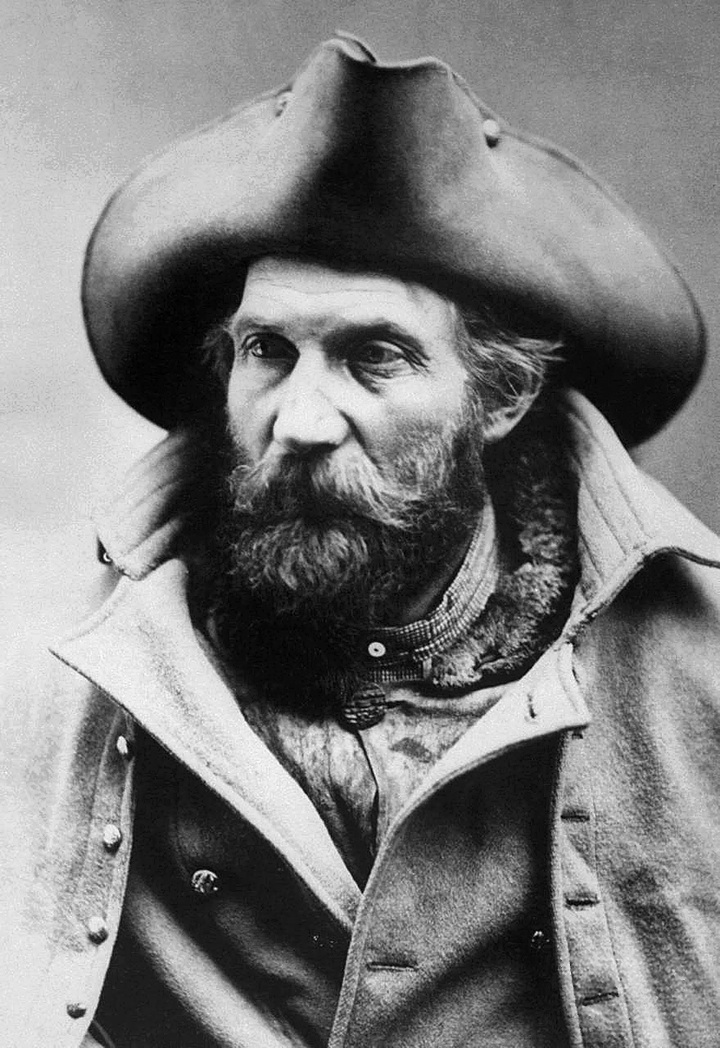
Harry Yount, guardabosques del cual el pico obtiene su nombre.

El Pico Younts es un pico ubicado en la Cordillera Absaroka en el noroeste de Wyoming en los Estados Unidos y el punto más alto en el Yermo de Teton. El río Yellowstone se forma cerca del pico de dos arroyos que se elevan en las crestas norte y sur de la cumbre y se unen en la base de la cresta occidental. La cumbre del pico en sí puede ser empinada, pero el acceso al pico es difícil principalmente debido a su lejanía. El pico se nombró en honor de Harry Yount, un cazador y guía considerado el primer guardabosque del parque nacional de Yellowstone.